# Antocha delibata
Antocha delibata är en tvåvingeart som beskrevs av Riedel 1914. Antocha delibata ingår i släktet Antocha och familjen småharkrankar. Inga underarter finns listade i Catalogue of Life.